# Мила Вод

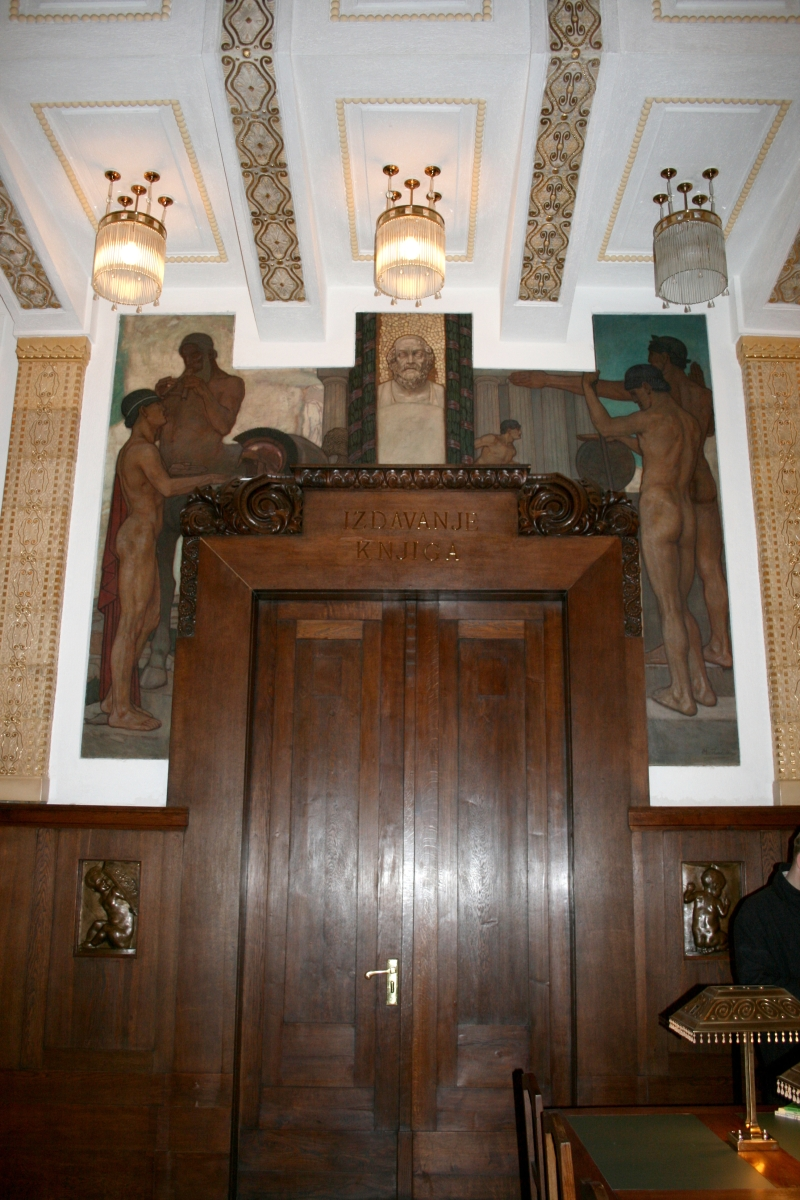
Декоративные рельефы, встроенные в деревянную опалубку бывшей библиотеки на Маруличевой площади

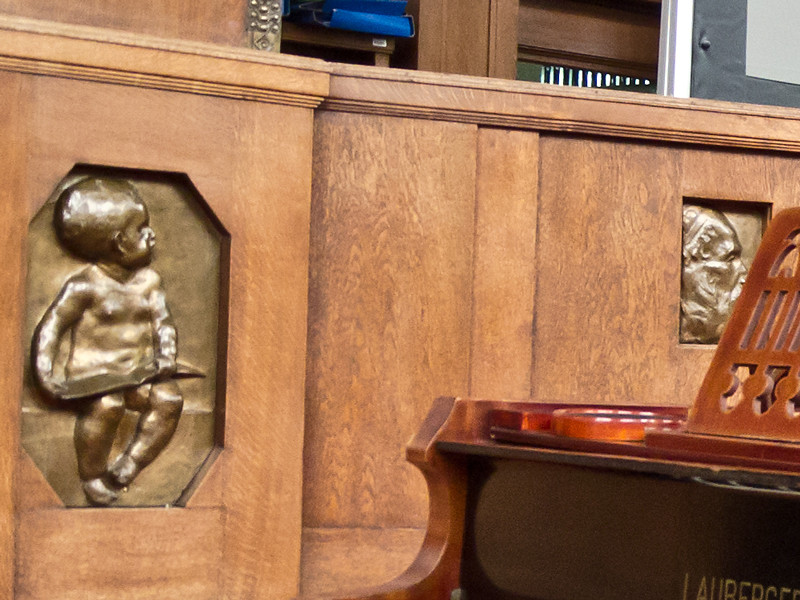
Деталь рельефа из нынешнего Хорватского государственного архива.

Мила Вод (хорв. Mila Wod, Mila Vod, настоящее имя Людмила Водседалек (хорв. Ljudmila Wodsedalek), 1888 — 18 ноября 1968) — хорватский академический скульптор, поэтесса, актриса-любительница и этнолог. В 1911 году она окончила Временную высшую школу искусств и ремёсел, ныне Академия изящных искусств в Загребе, по специальности скульптура, а в 1929 году стала первой женщиной-скульптором, создавшей общественный памятник в Хорватии — памятник Степану Радичу в Петрине. Она автор многих священных произведений искусства, произведений прикладного искусства и монументальной скульптуры. К числу её работ принадлежит посмертная маска кардинала Алоизие Степинаца.

## Биография
Мила Вод — художница, внесшая вклад в хорватскую культуру, первая квалифицированная женщина-скульптор, первая женщина-автор монументальных скульптур. Она была голосом города Петриня — была учительницей в женских профессиональных училищах, работала в учительской школе Петрини, реальной гимназии Петрини, и для жителей Петрини она наиболее значима как автор памятника Степану Радичу в центре города, на одноимённой площади. С 1920 по 1933 годы она создала лучшие произведения. Её самые большие достижения связаны с мелкой пластикой и керамикой, особенно во время её пребывания в Петрине. Мила Вод изучала скульптуру в Высшей школе искусств и ремёсел в Загребе, предшественнике сегодняшней Академии изящных искусств. Она приехала в Петриню как уважаемый и обученный скульптор после обучения в Париже и выставки в Вене.
Свою первую заметную презентацию она провела незадолго до Первой мировой войны на выставке в Вене вместе с Настой Ройц. В период после академии и во время Первой мировой войны она создала ряд интересных работ, среди которых выделяется превосходный бронзовый портрет Марии Ружички Строцци (около 1917 года), в который через пафос экспрессии и динамику обработки волос она перенесла сильную индивидуальность и экстаз выступления хорватской актёрской дивы.
Свою первую персональную выставку она провела, как и многие художники того времени, в Салоне Антуна Ульриха в 1918 году. И в том же году она встретила своего будущего мужа, Виктора Самуэля Бернфеста (1894–1978), ничего не подозревающего студента юридического факультета, который после военного опыта и тюремного заключения поступил на факультет скульптуры в Загребскую академию. После свадьбы пара вскоре уехала в Прагу, где Бернфест продолжил обучение и окончил его в 1923 году у уважаемого чешского скульптора Отакара Шпаниэля. В 1920-е годы из-за преподавательской работы они часто живут раздельно, а в начале 1930-х их пути расходятся. За годы совместной жизни, несмотря на то, что они жили за пределами Загреба и вне ключевых художественных течений, они присутствовали в его художественной жизни посредством независимых и групповых выставок (в 1922 году они участвовали в XV Весеннем салоне), где представляли новейшие скульптуры.
Супруги-скульпторы Мила Вод и Виктор Самуэль Бернфест провели свою первую совместную выставку в 1924 году в салоне Антуна Ульриха в Загребе. Первая половина XX века была временем их наиболее продуктивного творчества и наиболее интенсивного участия в художественном мире.
На момент их встречи Мила Вод уже была признанным и уважаемым скульптором, участвовавшей в десятке выставок и нескольких общественных работах. Её художественный прорыв начался стремительно, сразу после окончания Временной высшей школы искусств и ремёсел в 1911 году, которую она посещала под руководством профессоров Рудольфа Вальдеца и Роберта Франгеша-Михановича. Её талант не остался незамеченным, и профессор Вальдец поручил ей, а также нескольким другим талантливым студентам работу по украшению бывшей университетской библиотеки.
В библиотеке на Маруличевой площади в деревянные панели встроены декоративные рельефы работы Милы Водседалек. Примечательны её знаменитые рельефы детей для Большого читального зала, мастерство и свобода исполнения которых заинтересовали и знаменитого Огюста Родена, студию которого она посещала во время своего стипендиального пребывания в Париже (1912—1913).
Мила Вод занимает исключительное место в истории хорватской скульптуры, хотя в преимущественно «мужской» истории искусства ей в этом месте было ранее отказано. Она не только принадлежит к первому поколению скульпторов, получивших образование в Загребской Академии, но также является одной из первых женщин-скульпторов, окончивших Академию. Кроме того, она была первой женщиной, автором общественного памятника в Хорватии — памятника Степану Радичу в 1929 году.
В 1934 году она основала Католическую художественную мастерскую в Карловаце, чтобы украшать религиозные здания отечественным искусством вместо дорогого зарубежного искусства. С 1938 года до выхода на пенсию в 1950 году она работала в школе на улице Драшковичева в Загребе. Во времена Независимого Государства Хорватии она возглавляла художественный отдел Католического действия и имела студию во дворце архиепископа в Каптоле. Она создавала произведения искусства по заказу Алоизие Степинаца; после 1945 года, когда её младший сын Юрица был убит в концлагере Ясеновац, единственными её произведениями были священные произведения. Она работала в студии до своего последнего дня в октябре 1968 года.
За почти шестьдесят лет творчества она создала очень разнообразные произведения в разных техниках: от мелкой керамики, произведений прикладного искусства до монументальной пластики, одинаково хорошо владея каждым видом искусства. В мотивах доминирует человеческая фигура, будь то портрет или символическая композиция. Художественное образование в Загребской академии фундаментально определяет её, но она добавляет к этому свою индивидуальность и женскую чувствительность, и ей умело удаётся воплотить своё решительное сочувствие к человеческим страданиям и переживаниям в форму. В моделировании и обработке поверхности чувствуются отголоски творчества Родена, Медардо Россо и А. Л. Шарпантье, которых она очень ценила.
К своим произведениям она относилась с благоговением и религиозностью. Наград за свой труд она не принимала, а большую часть пенсии отдавала нуждающимся. Помимо сакрального искусства, она писала сцены из крестьянской жизни (Нищий, Крестьянин на рынке, Продавец цветов и др.) и личной жизни (Портрет сына Юрицы, Детский сад для моих детей, Голова Посавки и др.). Помимо хорватского языка, она говорила на немецком, французском, английском, чешском и венгерском языках. Она изучала народные костюмы, писала очерки, рецензии и стихи. В 1917 году она опубликовала сборник из 27 песен на немецком языке «Lieder». О первой образованной хорватской женщине-скульпторе писали Иво Андрич, Артур Шнайдер, Владимир Луначек, Любо Бабич, Борис Врга и другие.
Её фамилия пишется как Vod и Wod, но из-за ошибки, допущенной в 1930-х годах, она также встречается в вариантах Wood и Vood. Сама она использовала вариант Vod, который преобладает в подписях на её произведениях и в частной переписке, и Wod.